# Міжнародний день пам'яті жертв рабства і трансатлантичної работоргівлі
Міжнародний день пам'яті жертв рабства та трансатлантичної работоргівлі — це міжнародне свято Організації Об'єднаних Націй, яке було започатковане у 2007 році та відзначається 25 березня щороку.
День вшановує і згадує тих, хто постраждав і помер внаслідок трансатлантичної торгівлі рабами, яку назвали «найгіршим порушенням прав людини в історії», у якій за 400 років стали жертвами понад 15 мільйонів чоловіків, жінок та дітей.

## Історія
Уперше воно було відзначено у 2008 році за темою «Порушення тиші, щоб ми не забули». Темою 2015 року була «Жінки та рабство». Міжнародний день також «спрямований на підвищення обізнаності про небезпеку расизму та упереджень сьогодні».
Із 2015 року, що ознаменувався початком Міжнародного десятиліття ООН для людей африканського походження, у штаб-квартирі ООН у Нью-Йорку було відкрито постійний меморіал під назвою «Ковчег повернення» розробив американсько-гаїтянський архітектор Родні Леон, який також спроектував Африканський цвинтарний національний пам'ятник.